# Stephen Bywater
Stephen Michael Bywater (ur. 7 czerwca 1981 w Manchesterze) – angielski piłkarz występujący na pozycji bramkarza.

## Kariera klubowa

### West Ham United
Bywater zawodową karierę rozpoczął w sierpniu 1997 w Rochdale, skąd przeniósł się do West Ham United w lutym 1998 za 250,000£. W 1999 wygrał FA Youth Cup m.in. z Joe Colem i Michaelem Carrickiem.
Bywater dołączył do Wycombe Wanderers we wrześniu 1999 na zasadzie wypożyczenia, grając jedynie w dwóch spotkaniach. Następnie w listopadzie 1999 również na zasadzie wypożyczenia przeszedł do Hull City. W Hull zadebiutował w lutym 2000 przeciwko Bradford City, po tym jak nogę złamał Shaka Hislop.
Piłkarze Wolverhampton wypożyczyli Bywatera w lipcu 2001, ale Bywater wrócił do West Hamu po zaledwie miesiącu. Możliwość gry w pierwszym składzie Bywaterowi utrudniło pojawienie się Davida Jamesa w lipcu 2001 w West Hamie. Shaka Hislop doznał kontuzji w jednym z występów, ale mimo tego Bywater nie zagrał żadnego meczu w sezonie 2001-2002 ani 2002-2003. Przejście do Cardiff City pod koniec marca 2003, również nie poprawiło sytuacji, bowiem tam również był tylko rezerwowym.
Ostatecznie West Ham spadł z ligi w sezonie 2002-2003 i David James przeniósł się do Manchesteru City, a Bywater został pierwszym bramkarzem West Hamu, grając w 23 spotkaniach w sezonie, a West Ham poległ w walce o Premier League z Crystal Palace przegrywając 0:1. W czerwcu 2004 przedłużył kontrakt z klubem o trzy lata.
W czerwcu 2004 w West Hamie pojawił się Jimmy Walker, który został sprowadzony z Walsall, aby być konkurencją dla Bywatera. Bywater zagrał 39 spotkań w sezonie 2004-2005, kiedy to West Ham ponownie awansował do Premier League.
Po pojawieniu się w klubie Roya Carolla w czerwcu 2005 i ustępowaniu miejsca Shace Hislopowi Bywater po raz kolejny nie mógł zbyt często grać w West Hamie, toteż dołączył do Coventry City w sierpniu 2005 na zasadzie wypożyczenia do końca roku 2005, gdzie zaliczył 14 występów. Po urazie jakiego doznał Roy Carroll w październiku 2005, Bywater powrócił na resztę sezonu 2005-2006 do West Hamu, zaliczając jeden mecz przeciwko West Bromwich Albion w listopadzie 2005.

### Derby County
Bywater dołączył do Derby County w sierpniu 2006, na początku na zasadzie awaryjnej pożyczki na dwa tygodnie, później podpisując trzyletni kontrakt z baranami. W klubie nosi numer 43 na koszulce na cześć jego mentora i dawnego autorytetu bramkarskiego Lesa Sealey’ego, który zmarł w 2001 roku w wieku 43 lat, mówiąc, Les zajął się mną przez większość czasu.Trenowałem z nim codziennie, radził mi też w sprawach życiowych. Wiem, że on mnie strzeże i tego chce, bym dobrze sobie radził na bramce i w życiu. Bywater zagrał w 43 spotkaniach ligowych w sezonie 2006/07, ponieważ Derby wygrało w finale play-off z West Bromwich Albion 1:0 i awansowali do Premier League.
W czerwcu 2007 Bywater mówił, że chciałby grać w reprezentacji Anglii i ma nadzieję zostać zauważonym przez selekcjonera w sezonie 2007-08 mówiąc: Urosłem z paroma chłopakami takimi jak Paul Robinson, Rob Green i Chris Kirkland i oni są dobrzy, lecz ja nie uważam, że są ludźmi specjalnymi. Wierzę, że jeśli gram dobrze i jestem w formie, to dostanę powołanie

## Kariera międzynarodowa
Bywater debiutował w reprezentacji Anglii U19 w 1999 roku wraz z Paulem Robinsonem i Chrisem Kirklandem. Później zaczął grać w reprezentacji Anglii U21 z tymi samymi graczami, chociaż Kirkland i Robinson byli ligowcami. Urazy ograniczyły jego okazje, najpierw był złamany palec, a później nadgarstek. Zaliczył 6 występów w reprezentacji Anglii U21.